# Medaglia per i contributi alla conquista dello spazio
La medaglia per i contributi alla conquista dello spazio è un premio statale della Federazione Russa.

## Storia
La medaglia è stata istituita il 7 settembre 2010 ed è stata assegnata per la prima volta il 12 aprile 2011.

## Assegnazione
La medaglia è assegnata a cittadini:
- per i risultati nel campo della ricerca, dello sviluppo e dell'uso dello spazio esterno, per un grande contributo allo sviluppo della tecnologia dei razzi e dello spazio e le attività dell'industria, della formazione, di ricerca e progettazione, anche in programmi internazionali, così come altre realizzazioni nelle attività spaziali, finalizzate al completo sviluppo socioeconomico della Federazione Russa per rafforzare la sua capacità di difesa e di garantire gli interessi nazionali e l'espansione della cooperazione internazionale.

La medaglia può essere assegnato anche a cittadini stranieri per altissimi meriti nello sviluppo dell'industria spaziale nella Federazione russa.

## Insegne
- La  medaglia è d'argento e raffigura, nel dritto, un razzo vettore R-7 e tre stelle. Nel rovescio vi è l'iscrizione "Per meriti nello spazio" e il numero della medaglia.
- Il nastro è bianco con una striscia centrale blu e con due strisce azzurre ai bordi.